# Зулцбах-Лауфен
Зулцбах-Лауфен (њем. Sulzbach-Laufen) општина је у њемачкој савезној држави Баден-Виртемберг. Једно је од 30 општинских средишта округа Швебиш Хал. Према процјени из 2010. у општини је живјело 2.535 становника. Посједује регионалну шифру (AGS) 8127079.

## Географски и демографски подаци
Зулцбах-Лауфен се налази у савезној држави Баден-Виртемберг у округу Швебиш Хал. Општина се налази на надморској висини од 420 метара. Површина општине износи 44,0 km². У самом мјесту је, према процјени из 2010. године, живјело 2.535 становника. Просјечна густина становништва износи 58 становника/km².

## Међународна сарадња
| Мјесто     | Држава   | Врста сарадње | Од    |
| ---------- | -------- | ------------- | ----- |
|            | Чешка    | пријатељство  | 1992. |
| Пфаркирхен | Аустрија | контакт       | 1986. |
| Нидервелц  | Аустрија | контакт       | 1980. |
| Извор      |          |               |       |